# Cistanthe grandiflora
Cistanthe grandiflora, doquilla, pata de guanaco, es una especie de plantas de la familia de las Montiáceas

## Descripción
Hierba perenne. Hojas agrupadas en la base del tallo, carnosas, ovaladas, de 4 cm x 10 cm Flores rosadas, de 6 cm de diámetro, en racimos. Las varas florales alcanzan 50 cm de altura y cada planta produce de tres a seis. Crece en zonas costeras entre rocas. 

## Taxonomía
Cistanthe grandiflora fue descrito por (Lindl.) Schltdl. y publicado en Hortus Halensis 1: 10. 1841.
Sinonimia
| - Calandrinia discolor Schrad. - Calandrinia discolor Lindl. - Calandrinia elegans H.Vilm. - Calandrinia glauca Schrad. ex DC. - Calandrinia grandiflora Lindl. - Calandrinia lindleyana Walp. - Calandrinia lindleyana H.Vilm. - Calandrinia speciosa Lehm. - Cistanthe anceps Spach | - Cistanthe discolor Spach - Cistanthe glauca Spach ex Heynh. - Cistanthe grandiflora (Lindl.) Carolin ex Hershkovitz - Cistanthe speciosa Lilja ex Heynh. - Cistanthe speciosa (Lehm.) Ford - Claytonia discolor (Schrad.) Kuntze - Claytonia grandiflora (Lindl.) Kuntze - Rhodopsis discolor Lilja - Tegneria discolor Lilja |